# Женев'єва Ас
Женев'єва Ас (фр. Geneviève Asse, при народженні Женев'єва Анн Марі Бодін фр. Geneviève Anne Marie Bodin; 24 січня 1923, Ванн, Морбіан — 11 серпня 2021, Париж) — французька художниця.

## Життєпис
Народилася і виросла у Бретані, в будинку бабусі. 1932 року переїхала до Парижу, де її мати працювала у видавництві. 1937 року відкрила для себя Соню і Робера Делоне. 1940 року вступила до Національної школи декоративних мистецтв, почала виставлятися. У роки Другої світової війни добровольцем допомогала евакуйовувати в'язнів концлагерю Терезін, удостоєна Воєнного хреста (1945).
Після війни познайомилася з Сержем Поляковим, Сергієм Шаршуном, Нікола де Сталем, Брамом ван Вельде, Жаном Базеном. Перша персональна виставка відбулася 1954 року у Парижі, 1968 року ретроспектива її робіт була представлена у Реймсі, надалі подібні виставки проходили у Ренні, Марселі, Греноблі, Кемпері, Женеві, Невшателі, Парижі, Мілані, Осло, Бергамо, Каракасі та інших містах.
Художниця мандрувала Італією, Каталонією, Португалією, Великою Британією (у Лондоні відкрила для себе Тернера). 1988 року велика ретроспективна виставка Женев'єви Ас пройшла у Центрі Жоржа Помпіду. Із 1987 року художниця в основному жила в своєму домі у Бретані, в місті Іль-о-Муан. Займалася живописом, графікою, керамікою, вітражним та гобеленовим мистецтвом.
Живопис і графіка Ас близькі до абстракціонізму, але — так само, як, наприклад, роботи Полякова — не повністю поривають із фігуративністю. Разом з тим, хвилюючі Ас проблеми простору, світла, мотив вертикалі і лінії горизонту, її настійливе повернення до білого та блакитного кольорів безсумнівно пов'язані з картинами її дитинства на бретонському узбережжі. Їй близькі Шарден, Тернер, Моранді.
Ас ілюструвала книги Борхеса, Франсіса Понжа, Іва Бонфуа, Андре дю Буше, Мішеля Бютора, Андре Френо та інших письменників.
2013 року стала кавалером Великого Хреста ордена Почесного легіону.
Женев'єва Ас померла 11 серпня 2021 року у Парижі в 98-річному віці.